# Perezville
Perezville è un census-designated place degli Stati Uniti d'America situato nella contea di Hidalgo dello Stato del Texas, al confine con il Messico.
La popolazione era di 5.376 persone al censimento del 2010. Fa parte dell'area metropolitana di McAllen–Edinburg–Mission e Reynosa–McAllen.

## Geografia fisica
Secondo il Census Bureau degli Stati Uniti, Perezville ha una superficie totale di 4,28 km².